# (7369) Gavrilin
(7369) Gavrilin es un asteroide perteneciente al grupo de asteroides que cruzan la órbita de Marte, descubierto el 13 de enero de 1975 por Tamara Mijáilovna Smirnova desde el Observatorio Astrofísico de Crimea (República de Crimea).

## Designación y nombre
Designado provisionalmente como 1975 AN. Fue nombrado en honor a Valeri Aleksandrovich Gavrilin (1939-1999) quien fue un destacado compositor ruso cuyas composiciones se han convertido en propiedad nacional de Rusia y ocupan un lugar bien merecido en la cultura del siglo XX. El nombre fue propuesto por el Sindicato de Trabajadores de Conciertos de Rusia.

## Características orbitales
Gavrilin está situado a una distancia media del Sol de 2,371 ua, pudiendo alejarse hasta 3,128 ua y acercarse hasta 1,614 ua. Su excentricidad es 0,319 y la inclinación orbital 21,804 grados. Emplea 1333,18 días en completar una órbita alrededor del Sol.

## Características físicas
La magnitud absoluta de Gavrilin es 13,34. Tiene 4,911 km de diámetro y su albedo se estima en 0,320.